# هاميش سكوت
هاميش سكوت (بالإنجليزية: Hamish Scott)‏ هو مؤرخ وأستاذ جامعي بريطاني، ولد في 12 يوليو 1946.